# Salta
Salta este un oraș în Argentina, situat în nordul țării, la poalele Anzilor Cordilieri. Are peste 500.000 de locuitori. În apropierea orașului se află Valea Calchaqui, o renumită atracție turistică. A fost fondat în 1582 de către Hernando de Lerma. Piața Nueve De Julio, cea mai cunoscută și aglomerată, aflată în centrul orașului, este înconjurată de clădirii istorice. Printre ele se numără și Biserica „Sfântul Francisc de Assisi”.
Populația orașului este formată în general din oameni de descendență spaniolă și indigenă, însă există și comunități importante de arabi. Majoritatea locuitorilor sunt romano-catolici, cu limba maternă spaniola.

## Istorie
Salta a fost întemeiat pe 16 aprilie 1582 de conchistadorul spaniol Hernando de Lerma, ca un punct de aprovizionare între Lima, Peru și Buenos Aires.
În cursul războiului de independență, orașul a devenit un centru comercial și un punct strategic militar între Peru și orașele mari Argentiniene. Între 1816 și 1821, orașul era sub conducerea generalului local Martin Miguel de Guemes, care a apărat zona împotriva trupelor spaniole venind din nord, sub comanda generalului Jose de San Martin. 
Salta a ieșit din război într-o stare politică și financiară proastă, rămânând în stadiul acesta de-a lungul marii părți a secolului al XIX-lea. Dar la sfârșitul secolului 19 și începutul secolului 20, imigranți italieni, spanioli, și arabi, în special sirieni și libanezi, au refăcut comerțul și agricultura din zonă, în timp ce orașul devenise mai etnic amestecat și cosmopolit.

## Climă
Clima in Salta este subtropicală (Cwb, după clasificarea Köppen a climatului), influențată de zona montană. Orașul este renumit în Argentina pentru vremea frumoasă. Situat in nordul subtropical, dar la o altitudine de 1.200 m, Salta are 4 anotimpuri distincte: vara este caldă dar ploioasă, cu furtuni frecvente și maxime între 26C și 28C. Toamna e caracterizată de vreme uscată, cu temperaturi de 22 grade ziua și între 15 și 16 grade noaptea. Iarna este foarte uscată, cu temperaturi maxime de 19 grade și minime de 3 grade. Ninge rar, dar înghețul este un fenomen comun, cu temperaturi care ajung la -7 grade în nopțile cele mai reci. Primăvara este tot relativ uscata cu zile calde si nopți răcoroase: maximele ajung la 25C - 28C si minimele între 10C si 14C. 
Din cei peste 800 mm de precipitație care cad peste Salta anual, peste 80% cade între Decembrie și Martie, când au loc furtuni aproape zilnic. În restul anului, regiunea este dominată de ceruri senine.
| Date climatice pentru Salta, Argentina (Aeroportul International Martín Miguel de Güemes) 1981–2010, extremes 1873–present                | Date climatice pentru Salta, Argentina (Aeroportul International Martín Miguel de Güemes) 1981–2010, extremes 1873–present | Date climatice pentru Salta, Argentina (Aeroportul International Martín Miguel de Güemes) 1981–2010, extremes 1873–present | Date climatice pentru Salta, Argentina (Aeroportul International Martín Miguel de Güemes) 1981–2010, extremes 1873–present | Date climatice pentru Salta, Argentina (Aeroportul International Martín Miguel de Güemes) 1981–2010, extremes 1873–present | Date climatice pentru Salta, Argentina (Aeroportul International Martín Miguel de Güemes) 1981–2010, extremes 1873–present | Date climatice pentru Salta, Argentina (Aeroportul International Martín Miguel de Güemes) 1981–2010, extremes 1873–present | Date climatice pentru Salta, Argentina (Aeroportul International Martín Miguel de Güemes) 1981–2010, extremes 1873–present | Date climatice pentru Salta, Argentina (Aeroportul International Martín Miguel de Güemes) 1981–2010, extremes 1873–present | Date climatice pentru Salta, Argentina (Aeroportul International Martín Miguel de Güemes) 1981–2010, extremes 1873–present | Date climatice pentru Salta, Argentina (Aeroportul International Martín Miguel de Güemes) 1981–2010, extremes 1873–present | Date climatice pentru Salta, Argentina (Aeroportul International Martín Miguel de Güemes) 1981–2010, extremes 1873–present | Date climatice pentru Salta, Argentina (Aeroportul International Martín Miguel de Güemes) 1981–2010, extremes 1873–present | Date climatice pentru Salta, Argentina (Aeroportul International Martín Miguel de Güemes) 1981–2010, extremes 1873–present |
| Luna | Ian | Feb | Mar | Apr | Mai | Iun | Iul | Aug | Sep | Oct | Nov | Dec | Anual |
| --- | --- | --- | --- | --- | --- | --- | --- | --- | --- | --- | --- | --- | --- |
| Maxima medie °C (°F) | 27.4 (81,3) | 26.4 (79,5) | 25.2 (77,4) | 22.7 (72,9) | 20.3 (68,5) | 19.6 (67,3) | 20.0 (68) | 22.3 (72,1) | 23.9 (75) | 26.8 (80,2) | 27.5 (81,5) | 28.0 (82,4) | 24,2 (75,6) |
| Media zilnică °C (°F) | 21.4 (70,5) | 20.3 (68,5) | 19.5 (67,1) | 16.6 (61,9) | 13.1 (55,6) | 10.6 (51,1) | 10.1 (50,2) | 12.7 (54,9) | 15.1 (59,2) | 19.1 (66,4) | 20.5 (68,9) | 21.5 (70,7) | 16,7 (62,1) |
| Minima medie °C (°F) | 16.6 (61,9) | 15.7 (60,3) | 15.3 (59,5) | 11.9 (53,4) | 7.6 (45,7) | 4.1 (39,4) | 2.9 (37,2) | 4.9 (40,8) | 7.3 (45,1) | 11.8 (53,2) | 14.1 (57,4) | 15.9 (60,6) | 10,7 (51,3) |
| Minima istorică °C (°F) | 6.1 (43) | 4.8 (40,6) | 2.2 (36) | −1.5 (29,3) | −4.6 (23,7) | −7.5 (18,5) | −8.7 (16,3) | −9.4 (15,1) | −4.5 (23,9) | −1.3 (29,7) | 1.5 (34,7) | 6.2 (43,2) | −9,4 (15,1) |
| Precipitații mm (inches) | 192.6 (7.583) | 154.2 (6.071) | 110.6 (4.354) | 33.0 (1.299) | 8.0 (0.315) | 1.5 (0.059) | 3.9 (0.154) | 3.8 (0.15) | 7.6 (0.299) | 25.1 (0.988) | 62.2 (2.449) | 145.6 (5.732) | 748,1 (29,453) |
| Umiditate [%] | 78.2 | 81.0 | 83.7 | 82.9 | 80.5 | 75.5 | 69.1 | 62.8 | 58.2 | 61.2 | 67.1 | 73.1 | 72,8 |
| Nr. de zile cu precipitații (≥ 0.1 mm) | 16.3 | 14.8 | 14.2 | 7.9 | 3.9 | 1.6 | 2.1 | 2.1 | 2.7 | 5.7 | 9.5 | 14.0 | 94,8 |
| Ore însorite | 182.3 | 156.7 | 141.2 | 141.6 | 147.9 | 162.6 | 196.0 | 205.7 | 198.7 | 202.0 | 198.0 | 196.7 | 2.128,7 |
| Sursa nr. 1: Servicio Meteorológico Nacional, Oficina de Riesgo Agropecuario (December record high), Meteo Climat (record highs and lows) | | | | | | | | | | | | | |
| Sursa nr. 2: World Meteorological Organization (sunshine hours 1981–2010), NOAA (percent sun 1961–1990), UNLP (June percent sun only)     | | | | | | | | | | | | | |

## Vezi și

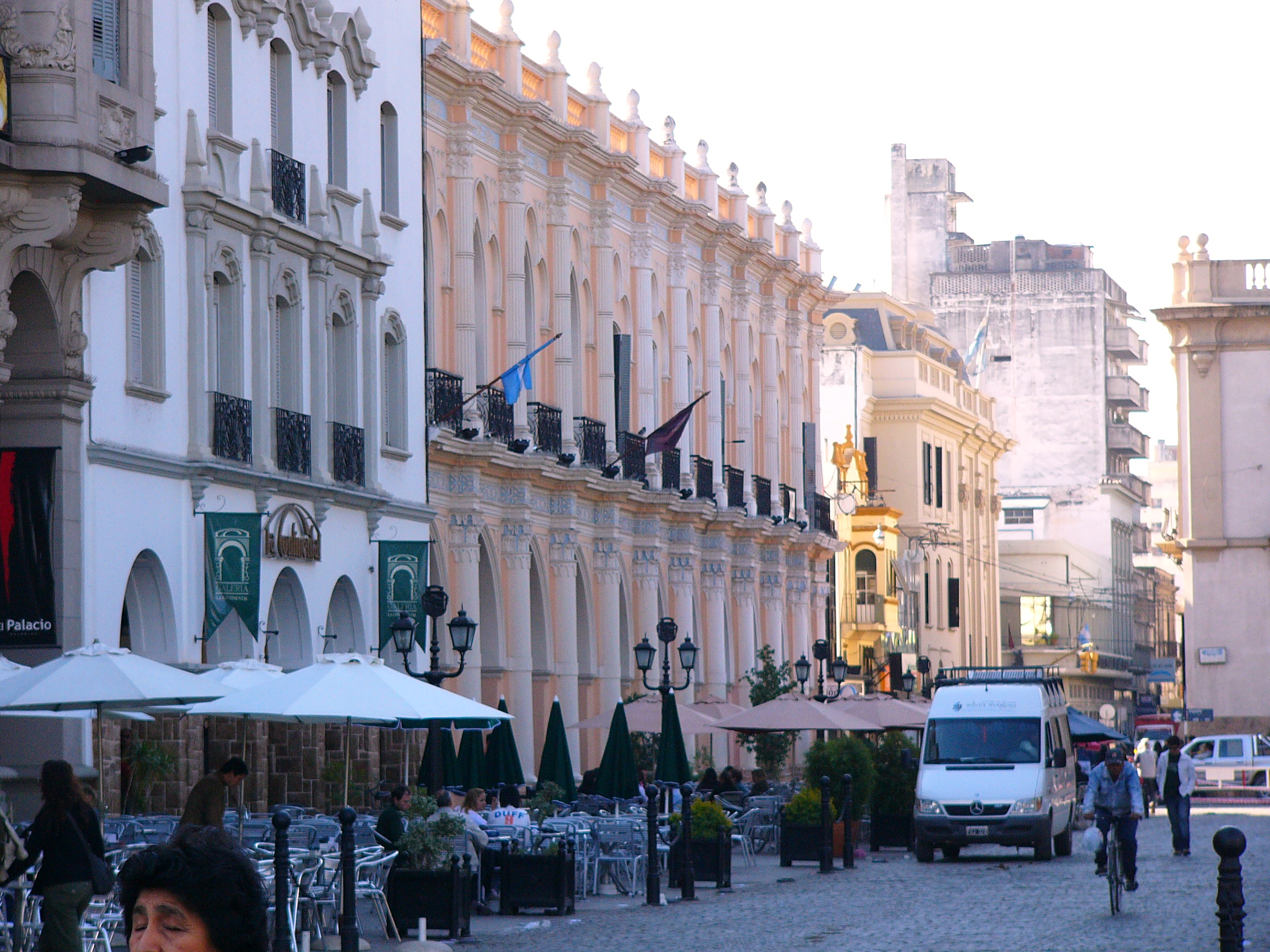
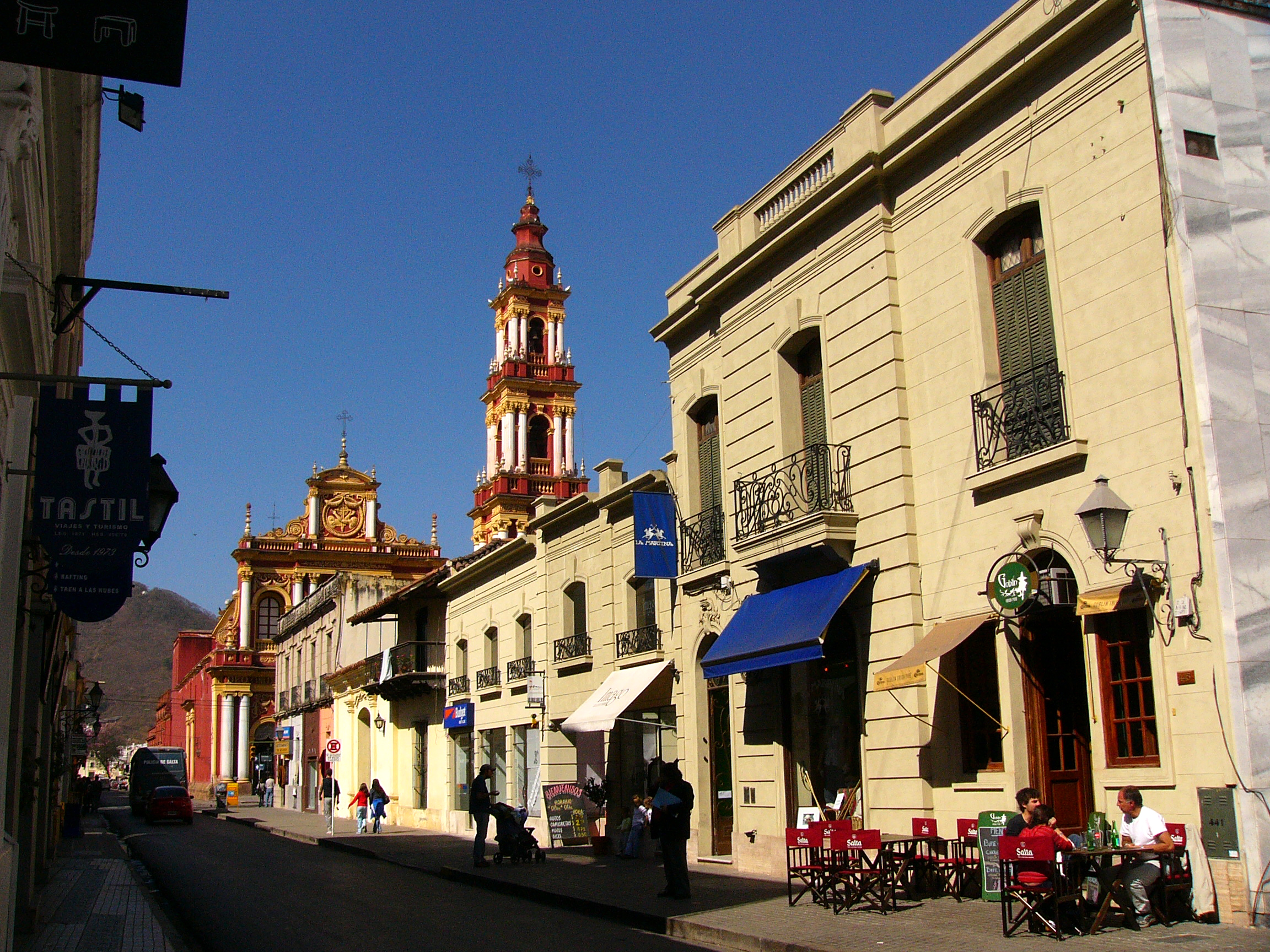
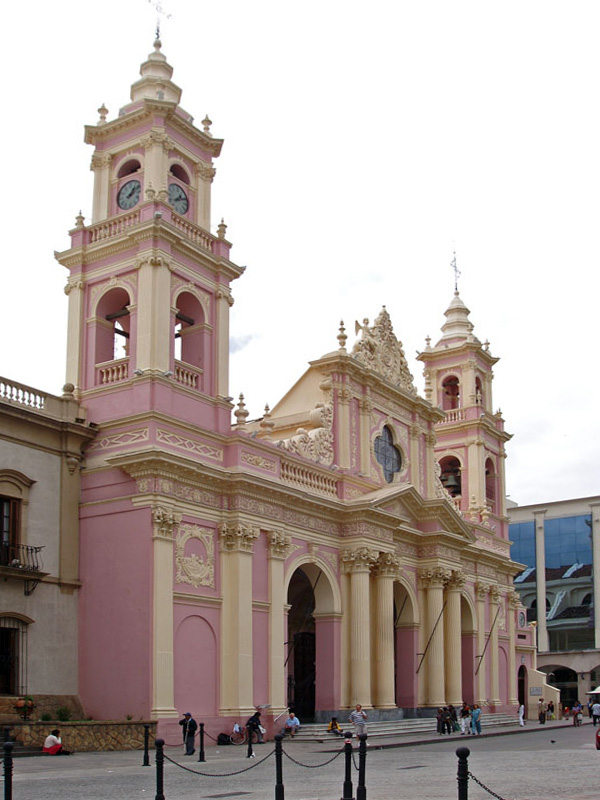